# Kundgol
Kundgol è una suddivisione dell'India, classificata come town panchayat, di 16.837 abitanti, situata nel distretto di Dharwad, nello stato federato del Karnataka. In base al numero di abitanti la città rientra nella classe IV (da 10.000 a 19.999 persone).

## Geografia fisica
La città è situata a 15° 15' 0 N e 75° 15' 0 E e ha un'altitudine di 614 m s.l.m..

## Società

### Evoluzione demografica
Al censimento del 2001 la popolazione di Kundgol assommava a 16.837 persone, delle quali 8.645 maschi e 8.192 femmine. I bambini di età inferiore o uguale ai sei anni assommavano a 2.079, dei quali 1.040 maschi e 1.039 femmine. Infine, coloro che erano in grado di saper almeno leggere e scrivere erano 10.781, dei quali 6.338 maschi e 4.443 femmine.